# Henri Jamard
Henri Jamard est un architecte français, né à Tours le 14 avril 1879 et mort le 17 mars 1953 à Angers. Il est l’auteur d’immeubles à Angers et à La Baule.

## Biographie
Henri Pierre Marie Louis Jamard est un architecte né à Tours le 14 avril 1879. Il conçoit de nombreux hôtels et maisons à Angers dans la prem!ère moitié du XXe siècle, inscrits à l’inventaire général du patrimoine culturel, en particulier :
- le couvent de sœurs de la Sagesse[3] ;
- l’hôtel du 23 rue d’Anjou[4] ;
- la maison du 23 rue Béclard[5] ;
- la banque Fortin, rue Franklin-Roosevelt[6],[7] ;
- l’hôtel Fortin (1928[8],[9]) ;
- la restauration partielle de la garde-robe de l’hôtel de Maquillé[10] ;
- l’immeuble Narçon[11] ;
- l’édicule de la place du Ralliement[12] ;
- l'immeuble Remère[13] ;
- l’hôtel Saint-Julien[14] ;
- la collégiale Saint-Martin[15] ;
- l’imprimerie dite Société des Éditions de l'Ouest[16] ;
- l’école maternelle et primaire Victor-Hugo[17].

Il est choisi à la fin des années 1930 pour concevoir le quartier du Lutin à Angers. Il dessine également un projet, non retenu, pour la Compagnie française d'aviation.
En 1911, il réalise la maison du 1 rue Philippière, à Longué-Jumelles, également inventoriée par le ministère de la Culture.
Vers 1922, il dessine la villa balnéaire Laus Deo à La Baule, dans le lotissement Pavie et arrive deuxième au concours destiné à la création de la gare de La Baule-Escoublac remporté par le projet d’Adrien Grave et de Roger Pons.
Il construit le premier hôtel du lotissement de La Baule-les-Pins, l’hôtel des Sylphes, depuis transformé en immeuble à logements.
Il est enregistré architecte de la Reconstruction sous le numéro d'agrément 1392.
Marié en 1904 à Paris avec Marie, Caliste, Alexandrine, Suzanne Boye, il meurt le 17 mars 1953 à Angers. Il est le père de Yves Jamard, architecte né en 1907 à Saumur.